# Šach-Mat
Šach-Mat byl první český odborný šachový časopis. První číslo vyšlo 1. srpna roku 1884, poslední v květnu roku 1885. Časopis vycházel v nákladu 100 výtisků zpočátku jednou za čtrnáct dní, od 1. listopadu roku 1884 jednou měsíčně. Rukopisy pro časopis zajišťoval Jan Kotrč.